# Basalgo
Basalgo es una entidad de población española del municipio de Vergara, perteneciente a la provincia de Guipúzcoa, en la comunidad autónoma del País Vasco. En 2022, tenía empadronados 42 habitantes.